# 后头乡
后头乡，是中华人民共和国黑龙江省绥化市绥棱县下辖的一个乡镇级行政单位。

## 行政区划
后头乡下辖以下地区：
红光村、二井村、振东村、十五井村和前头村。